# Elvira Dones
Elvira Dones (Durazzo, 1960) è una scrittrice, giornalista e sceneggiatrice albanese naturalizzata svizzera che scrive principalmente in lingua italiana.
Dopo aver trascorso sedici anni nella Svizzera italiana, di dove è anche originario suo marito, si trasferì negli Stati Uniti, per poi fare ritorno in Svizzera nel 2015.

## Opere
Tra i suoi scritti:
- La breve vita di Lukas Santana, La nave di Teseo (Oceani), Milano, 2023

- Piccola guerra perfetta, Einaudi, 2011
- I mari ovunque, Interlinea, Novara, 2007
- Vergine giurata Feltrinelli, Milano 2007
- Bianco giorno offeso, Interlinea, Novara, 2004, (da cui è stato tratto il film tv Roulette, di Mohammed Soudani)
- Sole bruciato, Feltrinelli (I Narratori), Milano, 2001
- Senza bagagli, BESA, Lecce, 1998

Per la TSI ha creato i due documentari Cercando Brunilda e I ngujuar (Inchiodato, 2004). È del 2008 il Premio Fondazione Grinzane Cavour.

## Filmografia

### Sceneggiatrice
- Roulette, regia di Mohammed Soudani (2007)
- Vergine giurata, regia di Laura Bispuri (2015)